# James Ward Packard
James Ward Packard (Warren (Ohio), 5 de novembro de 1863 — 20 de março de 1928) foi um fabricante de automóveis norte-americano, que fundou a Packard Motor Car Company e a Packard Eletric Company, com seu irmão William Doud Packard.

## Vida e profissão
Nascido em Warren, Ohio, James participou, com seu irmão, da fundação da Packard Eletric Company, na Lehigh University, em 1890, fabricando lampadas de carbono incandescente. Os irmãos fizeram uma parceria com um investidor da  Winton Motor Carriage Company, George L. Weiss, essa parceria seria conhecida como Packard & Weiss. O Primeiro automóvel da Packard foi fabricado em 1899. Em 1900, a companhia foi registrada como Ohio Automobile Company, e em 1902, foi renomeada como Packard Motor Car Company.Em 1903, ela se transferiu para Detroit.A companhia se uniu a Studebaker Corporation em 1954, e produziu o seu último veículo em 1958.
Se mudando para Detroit junto com a empresa, os irmãos Packard se focaram na fabricação de componentes elétricos para veículos, através da Packard Eletric Company.Em 1932, a General Motors adquiriu a empresa, renomeando-a mesma para Delphi Packard Electric Systems em 1995.A empresa acabou sendo desmembrada e se tornou independente da GM em 1999.
James Packard adoeceu três anos antes de sua morte e passou seus últimos meses de vida em um hospital em Cleveland
Em 1999 foi incluído do Automotive Hall of Fame.